# Astarte crenata
Astarte crenata är en musselart som först beskrevs av John Edward Gray 1824.  Astarte crenata ingår i släktet Astarte och familjen Astartidae. Arten är reproducerande i Sverige.

## Underarter
Arten delas in i följande underarter:
- A. c. subequilatera
- A. c. crenata
- A. c. whiteavesii